# Buidelslaapmuizen
Buidelslaapmuizen (Cercartetus) zijn een geslacht van klimbuideldieren uit de familie der dwergslaapmuizen (Burramyidae).

## Kenmerken
Buidelslaapmuizen zijn kleine, muisachtige, voornamelijk in bomen levende buideldieren. Ze hebben een donkere ring rond de ogen, waardoor het lijkt alsof ze verdrietig kijken. De staart is vrijwel onbehaard en soms opgezwollen bij de wortel. De klauwen zijn klein.

## Leefwijze
Deze dieren eten voornamelijk insecten, andere geleedpotigen en nectar, maar sommige soorten eten ook stuifmeel, fruit of kleine skinks (hagedissen). Alle soorten bouwen een rond nest van bladeren en soms boombast.

## Soorten
Er zijn vier soorten:
- Cercartetus caudatus – Papoeabuidelslaapmuis (binnenlanden van Nieuw-Guinea; Noordoost-Queensland)
- Cercartetus concinnus – Buideleikelmuis (Zuidwest- en Zuid-Australië)
- Cercartetus lepidus – Kleinste dwergbuidelrat (Tasmanië, Kangaroo-eiland en een deel van het vasteland van Zuidoost-Australië)
- Cercartetus nana – Kleine buideleikelmuis (Oost- en Zuidoost-Australië inclusief Tasmanië)

De Papoeabuidelslaapmuis en de kleinste dwergbuidelrat werden vroeger tot het aparte geslacht Eudromicia Mjöberg, 1916 gerekend.

## Verspreiding
Deze soort komt voor in de bergen van Nieuw-Guinea en in het oosten en zuiden van Australië.